# Grabhügelnekropole Speicher und Herforst
Koordinaten: 49° 55′ 35″ N, 6° 40′ 51″ O
Die Grabhügelnekropole Speicher und Herforst ist ein vorrömisches Grabfeld in den Ortsgemeinden Speicher und Herforst im Eifelkreis Bitburg-Prüm in Rheinland-Pfalz.

## Beschreibung
Es handelt sich um eine ausgedehnte Grabhügelnekropole im Speicherer Wald südöstlich von Speicher und südwestlich von Herforst. Die Nekropole liegt auf den Gemarkungen der beiden Ortschaften und ist in mehrere einzelne Grabfelder aufgeteilt.
Die Hügelgräber konnten als vorrömisch datiert werden und stammen somit aus der Frühgeschichte. Ein Fund konnte zudem in die frühe Latènezeit datiert werden.

## Archäologische Befunde

### Allgemeines
Die Nekropole hat sich aufgrund der Lage inmitten eines ausgedehnten Waldgebietes besonders gut erhalten und wurde nie nennenswert gestört, sodass sich hier die Gelegenheit für umfangreiche Untersuchungen in mehreren Etappen bot. Im Zuge dessen wurden zudem alle Hügelgräber vermessen und geographisch verortet. Allen Grabhügeln gemeinsam ist eine recht flache Erhebung mit einem Durchmesser von rund 15 m.

### Untersuchungen 1894
1894 erfolgten unter der Leitung des Provinzial Museums Trier die ersten Versuchsgrabungen im Wald von Speicher. Hierbei wurden zwei der Hügelgräber geöffnet. Bei den Grabungen entdeckte man mehrere Brandschichten und Knochenreste. Zu den Grabbeigaben gehörten hier die Fragmente von schlecht gebrannter Keramik, die zudem eine erste Datierung in die vorrömische Zeit ermöglichten. In einem der Grabhügel wurde ferner ein Rotsandstein in rund 1,25 m Tiefe beobachtet. Die Vermessung der Hügelgräber ergab bei einem der beiden einen Durchmesser von 15 m mit einer anschließenden Umstellung durch Steinblöcke aus rotem Sandstein. Diese Blöcke waren zwischen 30 und 40 cm lang und besaßen eine Tiefe zwischen 10 und 20 cm.

### Untersuchungen 1911
1911 erfolgten die zweiten Untersuchungen im Speicherer Wald. Bei diesen konzentrierte man sich auf die Grabhügel in der Nähe der Landesstraße 36 von Speicher in Richtung Rothaus (Wohnplatz von Zemmer). An dieser Stelle befinden sich einige besonders große Hügelgräber in einer Gruppe von mindestens 15 Hügeln (Neben-Nekropole). Wie auch schon im Jahre 1894 übernahm das Provinzial Museum Trier die Untersuchungen und nahm dieses Mal insgesamt vier der Gräber genauer in den Blick. Drei Hügelgräber ähnelten stark den bereits 1894 untersuchten Gräbern. Eines jedoch wies deutliche Unterschiede auf: Das Innere des Hügels bestand aus Steinblöcken, die so angeordnet waren, dass sich auf dem Boden ein freies Rechteck bildete. In diesem stand ein rund 16,5 cm hoher Becher in grau-brauner Farbe. Neben diesem Becher zählten zu den Beigaben auch eine verzierte Flasche aus der frühen Latènezeit, ein Napf sowie die Überreste von Feuersteinklingen. Die vier Gräber konnten abschließend in die Hunsrück-Eifel-Kultur datiert werden. Drei der Gräber waren Körperbestattungen.

### Untersuchungen 1924
Nach etwas mehr als zehn Jahren folgten 1924 die dritten Untersuchungen der Nekropole. Diesmal untersuchte man allerdings von privater Seite aus einen recht kleinen Grabhügel. Der Durchmesser belief sich lediglich auf rund 6 m und die Höhe lag bei rund 75 cm. Das Ergebnis der kleinen Untersuchung brachte jedoch kaum neue Erkenntnisse, sondern bestätigte im Wesentlichen die bisherigen Ergebnisse von 1894 und 1911. Man beobachtete erneut Holzkohlestücke sowie Knochenreste. Ebenfalls im Grab befand sich erneut ein Rotsandstein, diesmal allerdings mit einer geschwärzten Seite. Unter den Beigaben befand sich eine Schale, die es ermöglichte, das Grab in die Hunsrück-Eifel-Kultur zu datieren. Man geht davon aus, dass es sich um ein Scheiterhaufengrab handelt.

### Untersuchungen bis 1935
Bis 1935 erfolgten die letzten Untersuchungen der Hügelgräber, wobei meistens vor allem die Vermessung der Grabstellen im Vordergrund stand. Das abschließende Ergebnis aller Untersuchungen hebt vor allem die Existenz der vielen Rotsandsteine hervor, deren Bedeutung bis heute nicht endgültig geklärt werden konnte. Eine Vielzahl der Steine wurde mittlerweile zu Bauzwecken entwendet und ist nicht mehr vor Ort aufzufinden. Gleiches gilt auch für die sogenannte Langmauer der Römer.

## Geographische Verortung
Bis zum Jahre 1935 wurden alle Grabhügel der Haupt-Nekropole vermessen und geographisch verortet (S = Gemarkung Speicher und H = Gemarkung Herforst):
- Hügelgrab 1 von 15 (S) bei 49° 55′ 35,98″ N, 6° 40′ 51,75″ O
- Hügelgrab 2 von 15 (S) bei 49° 55′ 36,51″ N, 6° 40′ 49,61″ O
- Hügelgrab 3 von 15 (S) bei 49° 55′ 37,97″ N, 6° 40′ 48,12″ O
- Hügelgrab 4 von 15 (S) bei 49° 55′ 36,2″ N, 6° 40′ 47,24″ O
- Hügelgrab 5 von 15 (S) bei 49° 55′ 36,6″ N, 6° 40′ 44,69″ O
- Hügelgrab 6 von 15 (S) bei 49° 55′ 37,59″ N, 6° 40′ 43,13″ O
- Hügelgrab 7 von 15 (S) bei 49° 55′ 41,15″ N, 6° 41′ 43,13″ O
- Hügelgrab 8 von 15 (S) bei 49° 55′ 55,17″ N, 6° 41′ 39,71″ O
- Hügelgrab 9 von 15 (S) bei 49° 56′ 6,01″ N, 6° 41′ 24,22″ O
- Hügelgrab 10 von 15 (S) bei 49° 56′ 7,42″ N, 6° 40′ 32,44″ O
- Hügelgrab 11 von 15 (S) bei 49° 56′ 8,15″ N, 6° 40′ 34,05″ O
- Hügelgrab 12 von 15 (S) bei 49° 56′ 18,25″ N, 6° 40′ 50,74″ O
- Hügelgrab 13 von 15 (S) bei 49° 56′ 20,61″ N, 6° 40′ 52,18″ O
- Hügelgrab 14 von 15 (S) bei 49° 56′ 21,99″ N, 6° 40′ 52,45″ O
- Hügelgrab 15 von 15 (H) bei 49° 55′ 38,53″ N, 6° 41′ 46,04″ O

## Erhaltungszustand und Denkmalschutz
Die Grabhügelnekropole befindet sich inmitten eines ausgedehnten Waldgebietes und ist noch vor Ort fast vollständig erhalten. Einzig einige Funde wurden geborgen und teilweise die Steinblöcke zu Bauzwecken entwendet. Einen Einfluss durch die Landwirtschaft oder sonstige Störungen der Nekropole gab es nicht.
Die Nekropole ist als eingetragenes Kulturdenkmal im Sinne des Denkmalschutzgesetzes des Landes Rheinland-Pfalz (DSchG) unter besonderen Schutz gestellt. Nachforschungen und gezieltes Sammeln von Funden sind genehmigungspflichtig, Zufallsfunde an die Denkmalbehörden zu melden.